# ネタドラ〜漫才・コントを原作にドラマ化〜
『ネタドラ～漫才・コントを原作にドラマ化～』（ネタドラ～まんざい・コントをげんさくにドラマか～）は、日本テレビで放送されているドラマ型お笑いバラエティ番組である。

## 出演者
MC
- さまぁ〜ず（大竹一樹・三村マサカズ）

## 放送リスト
| 放送回数 | 放送日                  | 時間          | ゲスト | 備考                           | 視聴率 |
| -------- | ----------------------- | ------------- | ------ | ------------------------------ | ------ |
| 1        | 2017年10月1日（日曜日） | 0:55 - 1:25   |        | ネクストブレイク枠             |        |
| 2        | 2019年3月3日（日曜日）  | 13:15 - 14:15 |        | サンバリュ枠                   |        |
| 3        | 2020年2月4日（火曜日）  | 23:59 - 0:54  |        | 初の全国ネット・プラチナイト枠 |        |

## スタッフ
第3回
- 企画・演出：関口拓
- ナレーター：町田浩徳・中島芽生（日本テレビアナウンサー）
- 構成：大平尚志、岩崎う大、酒井義文、飯野友輔・澤井直人
- TM：望月達史
- SW：中村哲也
- カメラ：岩永雄允
- 照明：小笠原雅登（第3回）
- MIX：杉村理紗
- VE：石山実（第3回）
- 編集：武者宏（ヌーベルアージュ）
- MA：藤井光洋（第3回、ヌーベルアージュ）
- 音効：竹中幸治
- 美術：山本澄子（第3回、日テレアート）
- デザイン：大住啓介
- CG：堀江隆臣、水落功真
- バーチャル：中村桂子、大竹栄子、狩野博貴
- 撮影：平尾徹、名取征、齋藤和彦、田村耕大（平尾・名取・田村→第3回）
- 技術協力：ジーン（第3回）、だだだ
- デスク：阿部川裕子
- TK：長坂真由美
- 演出補：白井薫、山本梨央、林部海斗、立川春樹、近藤優人、羽隅光（全員→第3回）
- ディレクター：髙橋公彦（第3回、第2回は演出）、瀧本雄将（第3回、第2回は演出補）
- 演出：中山準士、杣俊輔、有瀧希
- プロデューサー：杉田文彦、山脇由紀子
- 統轄プロデューサー：小島友行（第3回、第2回はプロデューサー）
- チーフプロデューサー：納富隆治
- 制作協力：いまじん
- 製作著作：日本テレビ

### 過去のスタッフ
- ナレーター：森富美・ラルフ鈴木（第2回、日本テレビアナウンサー）
- 照明：村上洋平（第2回）
- VE：佐久間治雄（第2回）
- MA：中野由梨（第2回、ヌーベルアージュ）
- 美術：高津光一郎（第2回、日テレアート）
- 撮影：江森太一、三浦貴広（共に第2回）
- 技術協力：イメージランド（第2回）
- 演出補：今井希、川口美紅（共に第2回）